# محافظة إنهامبان
محافظة إنهامبان (بالإنجليزية: Inhambane Province)‏ هي محافظة في موزمبيق، تتبع موزمبيق، عاصمتها إنهامبان، تبلغ مساحتها 68٬775٫0 كيلومتر مربع.

## الموقع
تشترك في الحدود مع:
- محافظة غزة (موزمبيق)
- محافظة مانيكا
- محافظة سوفالا.